# Biochemie
Biochemie is de natuurwetenschap  op het raakvlak van de biologie en de scheikunde. Biochemici maken gebruik van de methodieken en terminologie van de scheikunde om verschillende aspecten van cellen en levende wezens te beschrijven en te verklaren. Het vakgebied bestudeert de samenstelling, functies en interacties van moleculen die bijdragen aan de structuur en werking van levende organismen. De biochemie kan globaal worden verdeeld in drie belangrijke subdisciplines: structuurbiologie, enzymologie en metabolisme.
De moderne biochemie is hoofdzakelijk een fundamentele wetenschap, maar de inzichten worden op vele praktische manieren toegepast. Kennis uit biochemisch onderzoek is van groot belang in de onder meer geneeskunde, voedingsleer, industrie en landbouw. De biochemie heeft bijgedragen aan de ontrafeling van ziektefenomenen, en levert kennis over enzymen die in industriële toepassingen worden gebruikt, onder meer voor de productie van biobrandstoffen of voor de synthese van geneesmiddelen.
De belangrijkste chemische constituenten van een levend wezen zijn eiwitten, koolhydraten, lipiden en nucleïnezuren. Deze moleculen vervullen verschillende functies die onmisbaar zijn voor de overleving van een organisme, zoals de katalyse van reacties, transformatie van energie en opslag van genetische informatie. Ook kleinere verbindingen, zowel anorganische (bijvoorbeeld water) als organische (bijvoorbeeld hormonen) zijn hierbij van belang.

## Naam
De term biochemie is een samentrekking van de woorden biologie en chemie (scheikunde). Het woord werd voor het eerste gebruikt door Felix Hoppe-Seyler in 1877 in het voorwoord van het eerste nummer van Zeitschrift für Physiologische Chemie, waarin hij pleitte voor de oprichting van zelfstandige instituten voor dit vakgebied. De Duitse chemicus Carl Neuberg introduceerde de term daadwerkelijk in het wetenschappelijke discours in 1903.

## Geschiedenis

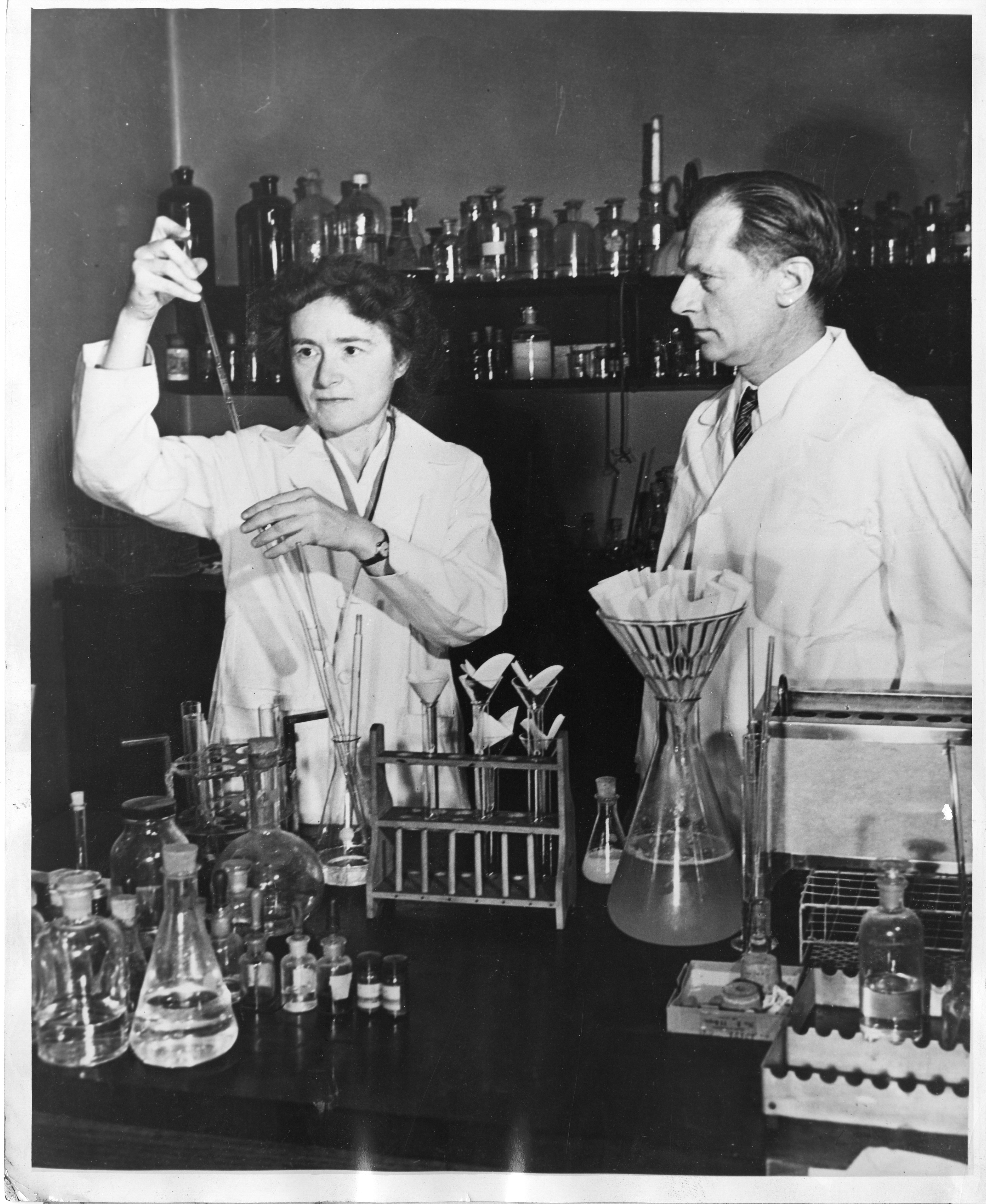
Gerty Cori en Carl Cori kregen in 1947 de Nobelprijs voor hun ontdekking van de Cori-cyclus, een belangrijke stofwisselingsroute

Vragen over de fundamenten van levende wezens gaan terug tot de Griekse oudheid, waarin geleerden filosofeerden over materiële 'elementen' van de natuur. Biochemie als zelfstandige wetenschappelijke discipline begon echter pas in de 19e eeuw. Volgens veel historici werd het begin van de biochemie gemarkeerd door de ontdekking van het eerste enzym (diastase) in 1833 door Anselme Payen. Anderen beschouwen Eduard Buchners demonstratie van alcoholische fermentatie, een biochemisch proces, in 1897 als de geboorte van de biochemie.
Vanaf de middeleeuwen tot aan de achttiende eeuw ging men ervan uit dat achter iedere levensvorm een essentiële 'kracht' of 'energie' schuilging; de zogenaamde vis vitalis. Alleen levende wezens waren dankzij deze levenskracht in staat om organische moleculen te produceren en te gebruiken. De Duitse scheikundige Friedrich Wöhler, die door middel van een kunstmatig proces ureum uit anorganische materialen synthetiseerde, bewees dat deze aanname onjuist was. Zijn ontdekking markeerde het begin van de organische chemie en leidde ertoe dat veel wetenschappers levensprocessen vanuit chemisch perspectief begonnen de bestuderen.
Vanaf het midden van de 20e eeuw raakte de biochemie in een stroomversnelling. Vele nieuwe technieken werden verder ontwikkeld en krachtiger, zoals chromatografie, röntgendiffractie, NMR-spectroscopie, elektronenmicroscopie en computationele methoden (bijvoorbeeld moleculaire dynamica). Deze technieken stelden onderzoekers in staat de vele moleculen en metabole routes van de cel nauwkeurig te analyseren en manipuleren. Het leidde tot een vrijwel holistisch begrip van werking van organismen op moleculair niveau. Inmiddels zijn talloze vraagstukken uit verschillende levenswetenschappen opgelost met behulp van biochemische methodologie.

## Belangrijke verbindingen
De belangrijkste chemische verbindingen (biomoleculen) binnen de biochemie zijn:
- Eiwitten (inclusief enzymen en peptiden). De bouwstenen van eiwitten en peptiden zijn de aminozuren.
- DNA en RNA. De bouwstenen van DNA en RNA zijn de nucleotiden.
- Complexe koolhydraten (polysachariden). De bouwstenen van complexe koolhydraten zijn de monosachariden.
- Vetten.

Enkele meer specifieke voorbeelden van biochemische verbindingen:
- Hormonen
- Vitaminen
- Cholesterol
- Prionen

## Belangrijke onderwerpen
- Eiwitsynthese
- Fotosynthese
- Fosfolipide
- Polysacharide
- Signaaltransductie
- Dissimilatie van eiwitten, vetten en koolhydraten

## Omics-gebieden

De chemische structuur van DNA

De afgelopen jaren zijn binnen de biochemie de omics-gebieden (afgeleid van de eindletters van de disciplines) sterk tot ontwikkeling gekomen. In deze gebieden worden de structuur, functies en onderlinge samenhang van een bepaalde groep verbindingen bestudeerd.
De belangrijkste omics-gebieden zijn:
- Genomics waarbij men het genoom (de genen) bestudeert.
- Proteomics waarbij men het proteoom (de proteïnen/eiwitten) bestudeert.

Ook andere omics-gebieden zijn in ontwikkeling, zoals :
- Metabolomics waarbij men het metaboloom (de metabolieten/stofwisselingsproducten) bestudeert.
- Transcriptomics waarbij de eiwitten en RNA-moleculen die bij de transcriptie betrokken zijn worden bestudeerd;
- Membranomics waarbij de structuur en functie van cellulaire membranen wordt bestudeerd.

## Opleiding
Opleidingen in de biochemie worden op universitair niveau gegeven. Soms als een afzonderlijke Bachelor en Master in de biochemie, of als een Master die aansluit op een aanverwante bachelor, of ook nog als een Master-na-Master, als men reeds een master in de chemie of biologie heeft behaald. Ook binnen de opleiding bio-ingenieur bestaan er afstudeerrichtingen in de (toegepaste) biochemie evenals op het niveau industrieel ingenieur "industriële wetenschappen - biochemie". Biochemicus kan men onder andere worden aan de volgende Nederlandstalige universiteiten:
| - Universiteit van Amsterdam - Vrije Universiteit Amsterdam - Universiteit Antwerpen - Karel de Grote-Hogeschool (Antwerpen) - Vrije Universiteit Brussel - University Colleges Leuven-Limburg (Diepenbeek) - Technische Universiteit Delft - Technische Universiteit Eindhoven - Universiteit Gent | - Katholieke Universiteit Leuven (Gent) - Rijksuniversiteit Groningen - Universiteit Leiden - Radboud Universiteit Nijmegen - Erasmus Universiteit Rotterdam - Universiteit Utrecht - Wageningen Universiteit - UGent Campus Kortrijk |  |